# Kabru
Kabru – siedmiotysięcznik w paśmie Himalajów. Jest to 65 szczyt Ziemi pod względem wysokości.
Kabru posiada dwa wierzchołki:
- północny, wyższy - Kabru North lub Kabru N, pierwszego wejścia na szczyt dokonał angielski wspinacz Conrad Reginald Cooke (bez dodatkowego tlenu) 18 listopada 1935 r.,
- południowy, niższy - Kabru South lub Kabru S, jest to najbardziej wysunięty na południe siedmiotysięcznik na świecie, pierwszego wejścia na szczyt dokonała ekspedycja indyjska w 1994 r.